# Melchior Müller
Melchior Müller (* um 1602 in Zug; † 13. April 1672 ebenda) war ein Schweizer Glasmaler.

## Leben
Müller war katholisch und stammte aus Zug. Er war Sohn der Dorothea Bossard und des Ratsherrn und Landschreibers Johann Müller. 1624 heiratete er Anna Maria Vogt, 1630 Martha Kolin, 1659 die Witwe Anna Uttinger und 1663 Dorothea Wegmann.
Er war als Glasmaler tätig, nach der Heirat mit seiner zweiten Frau war er Wirt «Zum Ochsen».
Von 1630 bis 1631 war er Obervogt von Risch, von 1639 bis 1642 Schultheiss des Grossen Rats, von 1640 bis 1641 Kirchenpfleger von St. Wolfgang, 1645 und 1662–1663 Grossrichter, von 1646 bis 1648 Landvogt im Maggiatal, von 1649 bis 1650 Seckelmeister, 1652–1653 und 1655 Wochenrichter und 1664–1665 Obervogt von Cham. Er war Offizier in päpstlichen und mailändischen Diensten.
Müller gilt als einer der bedeutendsten Glasmaler und Hinterglasmaler Zugs, von dem nur zwei signierte Werke bestehen: das Hinterglasgemälde für Johann Heinrich Müller und Barbara Zurlauben von 1629 (Privatbesitz) sowie die Bildscheibe Paul Stockers von 1631 (Museum in der Burg, Zug).